# Вогонья
Вогонья (итал. Vogogna) — коммуна в Италии, располагается в регионе Пьемонт, в провинции Вербано-Кузьо-Оссола.
Население составляет 1702 человека (2008 г.), плотность населения составляет 113 чел./км². Занимает площадь 15 км². Почтовый индекс — 28805. Телефонный код — 0324.
Покровительницей коммуны почитается Пресвятая Богородица (Santa Maria Addolorata), празднование 15 сентября.

## Демография
Динамика населения:

## Города-побратимы
- Лансон-Прованс, Франция

## Администрация коммуны
- Официальный сайт: http://www.comune.vogogna.vb.it/